# 耶律剌葛
耶律剌葛（やりつ らかつ、生年不詳 - 917年）は、遼（契丹）の皇族。太祖耶律阿保機の弟にあたるが、たびたび兄に叛いた。字は率懶。

## 経歴
耶律撒剌的の次男として生まれた。太祖元年（907年）、兄の阿保機が皇帝に即位すると、剌葛はその下で惕隠となった。涅烈部を討って撃破した。太祖5年（911年）、弟の耶律迭剌・耶律寅底石・耶律安端らとともに阿保機に対する反乱を計画した。安端の妻の粘睦姑の密告で露見したが、阿保機は弟たちを処刑するに忍びず、弟たちとともに山に登って生け贄を捧げ、天地に誓って罪を許した。剌葛は迭剌部夷離菫に転じた。
太祖6年（912年）、平州を攻撃して陥落させた。帰還すると、迭剌・寅底石・安端らとともにまた阿保機に叛いた。太祖7年（913年）1月、弟たちとともに西山で阿保機の帰路を遮ろうとした。阿保機が西山を避けて赤水城にいたったので、剌葛らは阿保機に降伏して許された。3月、また兄にそむき、兵を率いて乙室菫淀に到着すると、天子の旗鼓をもって自立しようとした。皇太后が人を派遣してさとしたため、即位を取りやめた。弭姑乃と懐里が阿保機の軍がやってくると言ったため、剌葛の軍は混乱して北方に逃走した。神速を派遣して明王楼を焼かせた。4月、阿保機の軍の追撃を受け、柴河で大敗して潰走した。5月、楡河で捕らえられた。名を暴里と改名させられ、杖罰を受けて許された。
神冊2年（917年）、子の耶律賽保とともに阿保機にそむいて幽州に入った。幽州からさらに南に逃れようとして、人に殺された。

## 伝記資料
- 『遼史』巻1 本紀第1
- 『遼史』巻64 表第2